# Сантопадре
Сантопадре (итал. Santopadre) — коммуна в Италии, располагается в регионе Лацио, в провинции Фрозиноне.
Население составляет 1519 человек (2008 г.), плотность населения составляет 71 чел./км². Занимает площадь 21 км². Почтовый индекс — 3010. Телефонный код — 0776.
Покровителем коммуны почитается святой Фольк, празднование 22 мая.

## Демография
Динамика населения:

## Администрация коммуны
- Официальный сайт: